# Christine Day
Christine Day (ur. 23 sierpnia 1986 w Saint Mary) – jamajska lekkoatletka, sprinterka specjalizująca się w biegu na 400 metrów, srebrna i brązowa medalistka igrzysk olimpijskich w sztafecie 4 × 400 metrów, złota medalistka mistrzostw świata (2015) w biegu rozstawnym.
Reprezentantka kraju w IAAF World Relays.
Rekord życiowy – 50,14 (27 sierpnia 2015, Pekin).

## Osiągnięcia
| Rok  | Zawody                        | Miejsce        | Wynik      | Konkurencja        | Wynik           |
| ---- | ----------------------------- | -------------- | ---------- | ------------------ | --------------- |
| 2008 | Młodzieżowe mistrzostwa NACAC | Toluca         | 1. miejsce | sztafeta 4 x 400 m | 3:27,46         |
| 2009 | Mistrzostwa świata            | Berlin         | półfinał   | bieg na 400 m      | 53,46           |
| 2012 | Igrzyska olimpijskie          | Londyn         | półfinał   | bieg na 400 m      | 51,19           |
| 2012 | Igrzyska olimpijskie          | Londyn         | 3. miejsce | sztafeta 4 x 400 m | 3:20,95         |
| 2014 | IAAF World Relays             | Nassau         | 2. miejsce | sztafeta 4 × 400 m | 3:24,95 (elim.) |
| 2014 | Igrzyska Wspólnoty Narodów    | Glasgow        | 3. miejsce | bieg na 400 m      | 51,09           |
| 2014 | Igrzyska Wspólnoty Narodów    | Glasgow        | 1. miejsce | sztafeta 4 x 400 m | 3:23,82         |
| 2015 | IAAF World Relays             | Nassau         | 2. miejsce | sztafeta 4 × 400 m | 3:22,49         |
| 2015 | Mistrzostwa świata            | Pekin          | 4. miejsce | bieg na 400 m      | 50,14           |
| 2015 | Mistrzostwa świata            | Pekin          | 1. miejsce | sztafeta 4 x 400 m | 3:39,13         |
| 2016 | Igrzyska olimpijskie          | Rio de Janeiro | półfinał   | bieg na 400 m      | 51,53           |
| 2016 | Igrzyska olimpijskie          | Rio de Janeiro | 2. miejsce | sztafeta 4 x 400 m | 3:20,24 (elim.) |
| 2017 | IAAF World Relays             | Nassau         | 3. miejsce | sztafeta 4 × 400 m | 3:28,49 (elim.) |